# Weberwiese
Weberwiese – stacja metra w Berlinie, w dzielnicy Friedrichshain, w okręgu administracyjnym Friedrichshain-Kreuzberg na linii U5. Stacja została otwarta w 1930. Stacji tej dwukrotnie zmieniano nazwę, w tym raz ze zmianą nazwy ulicy przy której się znajduje. W latach 1930–1950 nazywała się Memeler Straße, a w latach 1950-1992 Marchlewskistraße.